# Cagliari Calcio 1993-1994
Questa voce raccoglie le informazioni riguardanti il Cagliari Calcio nelle competizioni ufficiali della stagione 1993-1994.

## Stagione

La formazione del Cagliari allo Stadio Giuseppe Meazza di Milano prima della semifinale di ritorno di Coppa UEFA contro l'

Nella stagione 1993-1994 il Cagliari disputa il massimo campionato, si piazza in dodicesima posizione, raccogliendo 32 punti nel torneo, 16 sia nel girone di andata ché nel girone discendente. In questa stagione la squadra rossoblù torna a disputare le Coppe Europee, retaggio del buon lavoro svolto a Cagliari da Carlo Mazzone, che è passato ad allenare la Roma. Sulla panchina dei sardi è stato scelto Luigi Radice che aveva già allenato il Cagliari nella stagione 1974-1975. La vigilia del campionato si è dimostrata deludente, la prima di campionato sul neutro di Bologna il Cagliari ha perso (5-2) con l'Atalanta, il presidente Massimo Cellino esonera subito il tecnico e chiama sulla panca rossoblù Bruno Giorgi. Il tecnico pavese si dimostra all'altezza del compito, guidando la squadra alla salvezza in campionato, ed affrontando l'impegno in Coppa UEFA con entusiasmo, arrivando alle semifinali della competizione. L'impegno nelle gare di Coppa ha tolto preziose energie, condizionando il rendimento in campionato. Molto bene hanno fatto i due attaccanti, il panamense Julio Cesar Dely Valdes autore di 17 reti, ed il brasiliano Luis Oliveira con 16 centri, che sono andati a bersaglio con regolarità. Meno bene il percorso in Coppa Italia dove i sardi sono entrati e subito usciti nel secondo turno, per mano del Cesena.

## Divise e sponsor
La società passò a vestire il marchio italiano Erreà e mantenne lo sponsor Pecorino Sardo. Classiche le divise: a quarti rossoblù la prima, bianca con risvolti rossoblù la seconda.
| Casa | Trasferta |  |

## Rosa
| N. |                    | Ruolo | Calciatore         |
| -- | ------------------ | ----- | ------------------ |
|    | Italia (bandiera)  | P     | Valerio Fiori      |
|    | Italia (bandiera)  | P     | Nicola Dibitonto   |
|    | Italia (bandiera)  | P     | Alessio Scarpi     |
|    | Italia (bandiera)  | D     | Vittorio Pusceddu  |
|    | Italia (bandiera)  | D     | Matteo Villa       |
|    | Italia (bandiera)  | D     | Nicolò Napoli      |
|    | Italia (bandiera)  | D     | Aldo Firicano      |
|    | Italia (bandiera)  | D     | Francesco Bellucci |
|    | Italia (bandiera)  | D     | Antonio Aloisi     |
|    | Italia (bandiera)  | D     | Giuseppe Pancaro   |
|    | Italia (bandiera)  | D     | Simone Veronese    |
|    | Italia (bandiera)  | D     | Steven Torbidoni   |
|    | Italia (bandiera)  | C     | Francesco Moriero  |
|    | Uruguay (bandiera) | C     | José Oscar Herrera |

| N. |                   | Ruolo | Calciatore                     |
| -- | ----------------- | ----- | ------------------------------ |
|    | Italia (bandiera) | C     | Massimiliano Allegri           |
|    | Italia (bandiera) | C     | Dario Marcolin                 |
|    | Italia (bandiera) | C     | Gianfranco Matteoli (capitano) |
|    | Italia (bandiera) | C     | Pierpaolo Bisoli               |
|    | Italia (bandiera) | C     | Marco Sanna                    |
|    | Italia (bandiera) | C     | Massimiliano Cappioli          |
|    | Italia (bandiera) | C     | Nicola Ancis                   |
|    | Italia (bandiera) | C     | Nunzio La Torre                |
|    | Italia (bandiera) | C     | Sebastiano Pitta               |
|    | Belgio (bandiera) | A     | Luís Oliveira                  |
|    | Panama (bandiera) | A     | Dely Valdés                    |
|    | Italia (bandiera) | A     | Antonio Criniti                |
|    | Italia (bandiera) | A     | Christian Colitti              |
|    | Italia (bandiera) | A     | Felice Falaguerra              |

## Risultati

### Serie A

#### Girone di andata
| Arbitro: | Virginio Quartuccio (Torre Annunziata) |

|                                                         |           |                      |
| Scapolo 18’ Rambaudi 32’ Ganz 46’, 83’ Villa 90’ (aut.) | Marcatori | 37’, 77’ Dely Valdés |

| Arbitro: | Racalbuto (Gallarate) |

|             |           |                               |
| Allegri 82’ | Marcatori | 45’ (rig.) Branca 75’ Statuto |

| Arbitro: | Trentalange (Torino) |

|           |           |                    |
| Nappi 41’ | Marcatori | 23’ (rig.) Allegri |

| Arbitro: | Beschin (Legnago) |

|                 |           |  |
| Dely Valdes 45’ | Marcatori |  |

| Arbitro: | Cinciripini (Ascoli Piceno) |

|  |           |                 |
|  | Marcatori | 81’ Dely Valdes |

| Arbitro: | Cardona (Milano) |

|                                                               |           |                    |
| Matteoli 32’ (rig.) Cappioli 43’ Dely Valdes 67’ Oliveira 89’ | Marcatori | 36’ (rig.) Cravero |

| Arbitro: | Rosica (Roma) |

|             |           |              |
| Piovani 58’ | Marcatori | 74’ Oliveira |

| Arbitro: | Ceccarini (Livorno) |

|              |           |                  |
| Cappioli 37’ | Marcatori | 25’, 28’ Fonseca |

| Arbitro: | Bettin (Padova) |

|                                      |           |                 |
| Pedroni 1’ Gualco 45’ A. Tentoni 83’ | Marcatori | 48’ Dely Valdes |

| Arbitro: | Cinciripini (Ascoli Piceno) |

|                              |           |                    |
| Cappioli 23’ Dely Valdes 73’ | Marcatori | 37’ (rig.) Silenzi |

| Arbitro: | Amendolia (Messina) |

|                  |           |                                 |
| M. Bertarelli 3’ | Marcatori | 68’ Allegri 70’ (rig.) Matteoli |

| Arbitro: | Braschi (Prato) |

|            |           |              |
| Kohler 85’ | Marcatori | 67’ Oliveira |

| Arbitro: | Boggi (Salerno) |

|              |           |             |
| Oliveira 37’ | Marcatori | 73’ Hassler |

| Arbitro: | Rodomonti (Teramo) |

|                                     |           |                     |
| Mateut 20’ Padovano 24’ (rig.), 68’ | Marcatori | 76’ (rig.) Matteoli |

| Arbitro: | Beschin (Legnago) |

|  |           |                                         |
|  | Marcatori | 40’ Asprilla 65’, 72’ A. Melli 83’ Zola |

| Arbitro: | Amendolia (Messina) |

|                  |           |           |
| Massaro 32’, 34’ | Marcatori | 37’ Villa |

| Arbitro: | Dinelli (Lucca) |

|                              |           |              |
| Oliveira 16’ Dely Valdes 86’ | Marcatori | 24’ Padalino |

#### Girone di ritorno
| Arbitro: | Bazzoli (Merano) |

|              |           |               |
| Oliveira 85’ | Marcatori | 74’ Orlandini |

| Arbitro: | Pairetto (Nichelino) |

|            |           |                 |
| Branca 32’ | Marcatori | 62’ Dely Valdes |

| Cagliari 23 gennaio 1994 20ª giornata | Cagliari           | 0 – 0 referto | Genoa | Stadio Sant'Elia\| Arbitro: \| Stafoggia (Pesaro) \| |
| Arbitro:                              | Stafoggia (Pesaro) |               |       |                                                      |

| Arbitro: | Nicchi (Arezzo) |

|                               |           |                                          |
| Sosa 44’, 52’ D. Fontolan 90’ | Marcatori | 7’ Oliveira 28’ Pusceddu 84’ Dely Valdes |

| Arbitro: | Trentalange (Torino) |

|              |           |             |
| Oliveira 16’ | Marcatori | 32’ Sciacca |

| Arbitro: | Baldas (Trieste) |

|                                            |           |  |
| Signori 24’ (rig.), 51’, 54’ Gascoigne 88’ | Marcatori |  |

| Arbitro: | Bolognino (Milano) |

|                            |           |  |
| Oliveira 60’ N. Napoli 74’ | Marcatori |  |

| Arbitro: | Rosica (Roma) |

|                    |           |                   |
| Fonseca 58’ (rig.) | Marcatori | 15’, 81’ Oliveira |

| Cagliari 6 marzo 1994 26ª giornata | Cagliari                               | 0 – 0 referto | Cremonese | Stadio Sant'Elia\| Arbitro: \| Pellegrino (Barcellona Pozzo di Gotto) \| |
| Arbitro:                           | Pellegrino (Barcellona Pozzo di Gotto) |               |           |                                                                          |

| Arbitro: | Brignoccoli (Ancona) |

|                         |           |             |
| Silenzi 58’, 76’ (rig.) | Marcatori | 77’ Herrera |

| Cagliari 20 marzo 1994 28ª giornata | Cagliari       | 0 – 0 referto | Sampdoria | Stadio Sant'Elia\| Arbitro: \| Luci (Firenze) \| |
| Arbitro:                            | Luci (Firenze) |               |           |                                                  |

| Arbitro: | Rosica (Roma) |

|  |           |                      |
|  | Marcatori | 83’ (rig.) Ravanelli |

| Arbitro: | Beschin (Legnago) |

|                         |           |  |
| Rizzitelli 5’ Balbo 63’ | Marcatori |  |

| Arbitro: | Nicchi (Arezzo) |

|                          |           |  |
| Dely Valdes 5’, 14’, 43’ | Marcatori |  |

| Arbitro: | Quartuccio (Torre Annunziata) |

|                                  |           |             |
| Asprilla 30’ Zola 45’ Crippa 78’ | Marcatori | 89’ Criniti |

| Cagliari 24 aprile 1994 33ª giornata | Cagliari            | 0 – 0 referto | Milan | Stadio Sant'Elia\| Arbitro: \| Collina (Viareggio) \| |
| Arbitro:                             | Collina (Viareggio) |               |       |                                                       |

| Arbitro: | Trentalange (Torino) |

|  |           |              |
|  | Marcatori | 42’ Oliveira |

### Coppa Italia

#### Turni preliminari
| Arbitro: | Arena (Ercolano) |

|                 |           |            |
| Dely Valdés 45’ | Marcatori | 54’ Hübner |

| Arbitro: | Bazzoli (Merano) |

|            |           |  |
| Hübner 44’ | Marcatori |  |

### Coppa UEFA
| Arbitro: | Sundell |

|                                  |           |                              |
| Moldovan 5’, 30’ Pană 87’ (rig.) | Marcatori | 13’ Pusceddu 38’ Dely Valdés |

| Arbitro: | Harrel |

|                                 |           |  |
| Matteoli 6’ (rig.) Oliveira 64’ | Marcatori |  |

| Arbitro: | Vágner |

|               |           |                 |
| Çıkırıkçı 26’ | Marcatori | 89’ Dely Valdés |

| Cagliari 3 novembre 1993, ore 20:30 Sedicesimi di finale - Ritorno | Cagliari | 0 – 0 referto | Trabzonspor | Stadio Sant'Elia (25 742 spett.)\| Arbitro: \| Cooper \| |
| Arbitro:                                                           | Cooper   |               |             |                                                          |

| Arbitro: | García-Aranda |

|                   |           |                                        |
| Czerniatynski 38’ | Marcatori | 33’ Matteoli 80’ Oliveira 87’ Pusceddu |

| Arbitro: | Schmidhuber |

|                          |           |  |
| Firicano 14’ Allegri 80’ | Marcatori |  |

| Arbitro: | Mikkelsen |

|                 |           |  |
| Dely Valdés 60’ | Marcatori |  |

| Arbitro: | Wójcik |

|               |           |                           |
| D. Baggio 23’ | Marcatori | 33’ Firicano 61’ Oliveira |

| Arbitro: | López Nieto |

|                                      |           |                      |
| Oliveira 11’ Criniti 82’ Pancaro 87’ | Marcatori | 7’ Fontolan 61’ Sosa |

| Arbitro: | Don |

|                                        |           |  |
| Bergkamp 38’ (rig.) Berti 54’ Jonk 63’ | Marcatori |  |

## Statistiche

### Statistiche di squadra
| Competizione | Punti | In casa | In casa | In casa | In casa | In casa | In casa | In trasferta | In trasferta | In trasferta | In trasferta | In trasferta | In trasferta | Totale | Totale | Totale | Totale | Totale | Totale |
| Competizione | Punti | G       | V       | N       | P       | Gf      | Gs      | G            | V            | N            | P            | Gf           | Gs           | G      | V      | N      | P      | Gf     | Gs     |
| ------------ | ----- | ------- | ------- | ------- | ------- | ------- | ------- | ------------ | ------------ | ------------ | ------------ | ------------ | ------------ | ------ | ------ | ------ | ------ | ------ | ------ |
| Serie A      | 32    | 17      | 6       | 7       | 4       | 19      | 15      | 17           | 4            | 5            | 8            | 20           | 33           | 34     | 10     | 12     | 12     | 39     | 48     |
| Coppa Italia | -     | 1       | 0       | 1       | 0       | 1       | 1       | 1            | 0            | 0            | 1            | 0            | 1            | 2      | 0      | 1      | 1      | 1      | 2      |
| Coppa UEFA   | -     | 5       | 4       | 1       | 0       | 8       | 2       | 5            | 2            | 1            | 2            | 8            | 9            | 10     | 6      | 2      | 2      | 16     | 11     |
| Totale       | -     | 23      | 10      | 9       | 4       | 28      | 18      | 23           | 6            | 6            | 11           | 28           | 43           | 46     | 16     | 15     | 15     | 56     | 61     |